# 金売吉次
金売吉次（かねうりきちじ）は、平安時代末期の商人。吉次信高、橘次末春とも称される。『平治物語』『平家物語』『義経記』『源平盛衰記』などに登場する伝説的人物。奥州で産出される金を京で商う事を生業としたとされ、源義経が奥州藤原氏を頼って奥州平泉に下るのを手助けしたとされる。

## 生涯
- 『平治物語』では「奥州の金商人吉次」、『平家物語』では「三条の橘次と云し金商人」、『源平盛衰記』では「五条の橘次末春と云金商人」、『義経記』では「三条の大福長者」で「吉次信高」としている。『平治物語』によると、義経の郎党の堀景光の前身が、この金売吉次であるともいう。またこの他に、炭焼から長者になったという炭焼藤太と同一人物であるという伝説もある。
- 吉次は都へ上り、鞍馬寺を参詣し源義経と出会う。『平治物語』では、義経から奥州への案内を依頼される一方、『義経記』では吉次から話を持ちかけている。吉次は義経と共に奥州へ向かう。下総国で義経と行動を別にするが、陸奥国で再会する。吉次の取り計らいにより、義経は藤原秀衡と面会する。吉次は多くの引出物と砂金を賜り、また京へ上ったという。
- 実際に「吉次」なる人物が実在したかどうかは、史料的に吉次の存在を裏付ける事が不可能であるため、彼の存在は伝説の域を出ず、まったくもって不明である。しかし当時の東北地方が金を産出し、それを京で取引していたのは明らかになっている。吉次なる人物のように金を商っている奥州からやって来た商人がいた事は想像に難くない。したがって現在では、こうした商人の群像の集合体が「金売吉次」なる人物像として成り立ったのではないかと考えられる事が多い。

また、岩手県宮古市田老地区の乙部には、彼の弟とされる吉内(きつない)の子孫である吉内家(よしうちけ)がある。
- 行商の途中、強盗藤沢太郎入道に襲われ殺害されたとされる。その際、革籠を奪われたことに由来し、付近は革籠原と呼ばれた。福島県白河市白坂皮籠の八幡神社に金売吉次兄弟のものと伝えられる墓がある。また、栃木県壬生町稲葉にも吉次の墓があり、こちらは義経が頼朝と不仲になり奥州へ逃亡する際に吉次が同行し、当地で病死したとされる。

## 関連作品
漫画
- 『ますらお -秘本義経記-』

テレビドラマ
- 『源義経』（NHK大河ドラマ、1966年）演：加東大介（役名は金売り吉次）
- 『新・平家物語』（NHK大河ドラマ、1972年）演：日下武史
- 『武蔵坊弁慶』（NHK「新大型時代劇」、1986年）演：寺尾聰（役名は金売り吉次）
- 『炎立つ』（NHK大河ドラマ、1993 - 1994年）演：西村晃（第一部、役名は吉次）・紺野美沙子（第三部、役名は橘似）
- 『義経』（NHK大河ドラマ、2005年）演：市川左團次
- 『義経のスマホ』（NHK、2022年）演：久保田武人